# 愛沢りん
愛沢 りん（あいざわ りん、1985年9月15日 - ）は、日本のアイドル。東京都出身。所属事務所は、オフィスカレント、ワナップ、CBRPRO（現・株式会社IDコーポレーション）を経て、現在はフリーで活動中。

## 経歴
- 2003年デビュー。

## 出演

### バラエティ
- デジドルパラダイス（SKY PerfecTV! ch.279）
- cawaii!アイドル2（スカパー! ch.371）
- 出没!アド街ック天国（テレビ東京）
- TVチャンピオン（テレビ東京）
- あずのパチデビューさせてあげる?（スカパー!Ch.754）
- 元気ホール見聞録（スカパー! Ch.754）
- 全日本パチンコ・パチスロ情報局!（スカパー!Ch.754）
- ドキュメント・ナウ（TBS）
- A&G超!RADIO SHOW アニスパ（文化放送）

### CM
- ラムタラ（チバテレビ、tvk）
- 秋葉な連中（テレビ東京）